# L'Album merveilleux
L'Album merveilleux je francouzský němý film z roku 1905. Režisérem je Gaston Velle (1868–1953). Film trvá zhruba 2 minuty a premiéru měl 4. září 1905.

## Děj
Film zachycuje markýze, jak přihlíží listování dvořana obřím albem, jehož portréty začne oživovat. Šlechtic je brzy obkloben několika dvořícími se ženami, po kterých zbydou jenom šaty, když se je pokusí obejmout.